# Торфяник (посёлок)
Торфя́ник — упразднённый посёлок в административно-территориальной единице «Город Алапаевск» (иногда — муниципальном образовании «Город Алапаевск») Свердловской области Российской Федерации.
Располагался в 3,5 км на северо-запад от Алапаевска. В настоящее время — урочище.
Упразднён Законом Свердловской области «Об упразднении отдельных населённых пунктов в Свердловской области» от 28 ноября 2001 года № 64-ОЗ.